# إريك كوخ (ضابط ألماني)
إريك كوش (بالألمانية: Erich Koch) (و. 1896 – 1986 م) هو سياسي، وجامع تحف ألماني، كان عضوًا في الحزب النازي، وكان عضوًا في كتيبة العاصفة، ويحمل رتبة عسكرية جندي، توفي عن عمر يناهز 90 عاماً.

## مناصب
تولى منصب عضو مجلس النواب الألماني للجمهورية فايمار، وعضو مجلس النواب الألماني من ألمانيا النازية، ومفوض ‏، أوكرانيا.

## الخدمة العسكرية
خدم في مشاة.

## جوائز
حصل على جوائز منها:
- شارة الحزب الذهبية.

## روابط خارجية
- إريك كوش على موقع الموسوعة البريطانية (الإنجليزية)
- إريك كوش على موقع مونزينجر (الألمانية)